# Karel Loprais

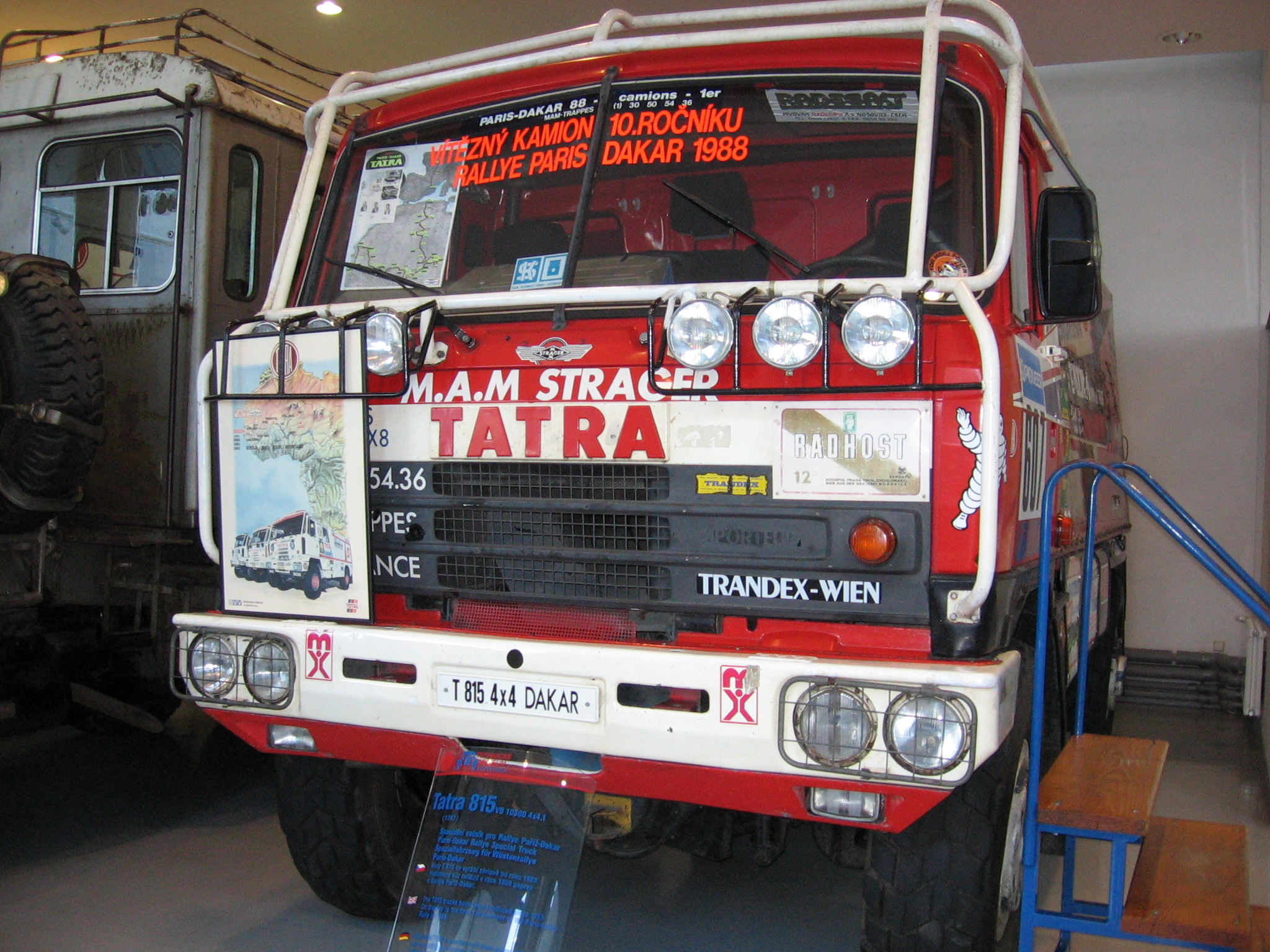
Vítězná Tatra z roku 1988 v kopřivnickém muzeu

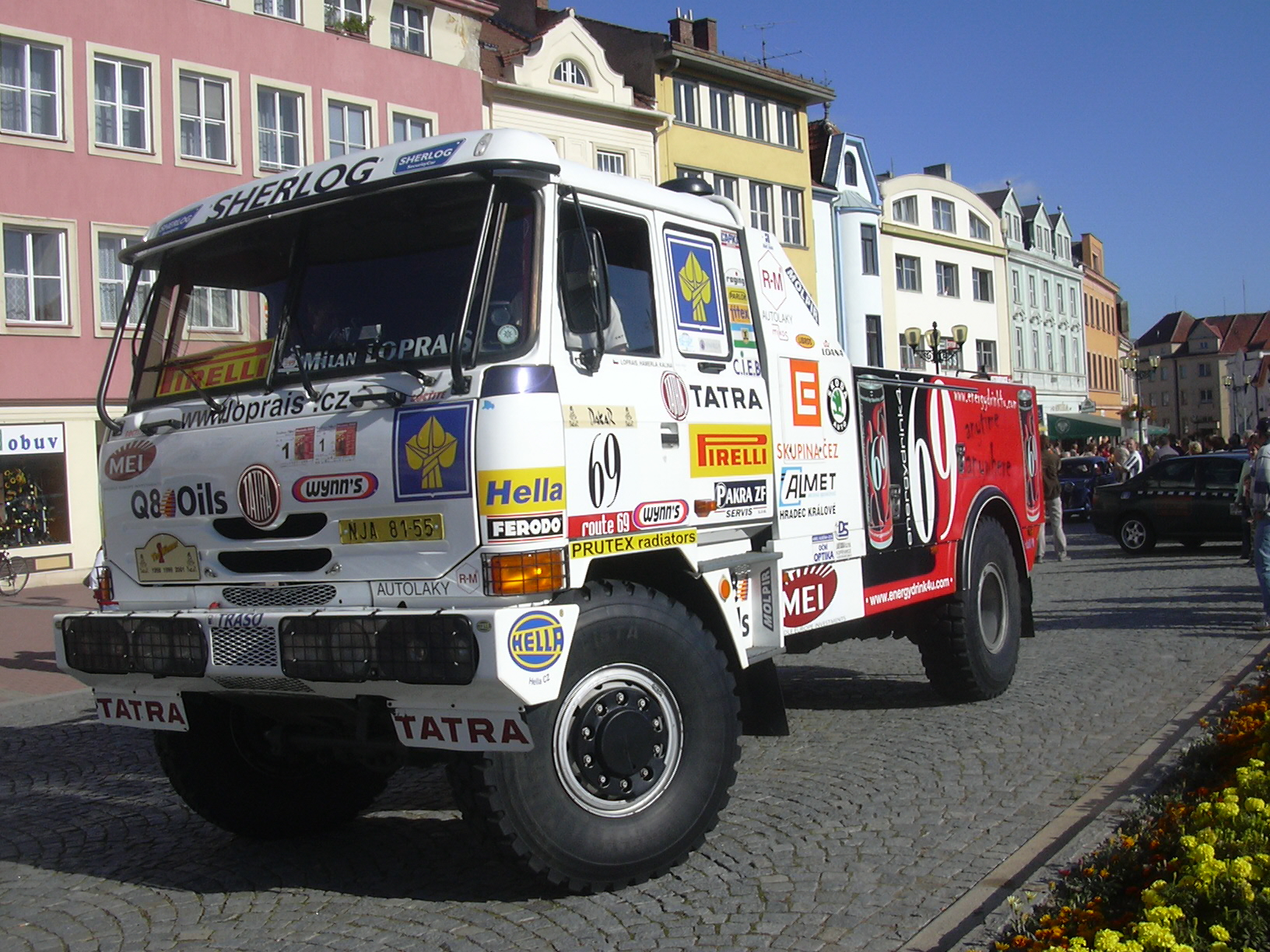
Přebarvená Tatra 815 4×4 „Puma" ve Vyškově

Karel Loprais (4. března 1949 Ostrava – 30. prosince 2021 Nový Jičín) byl český automobilový závodník a šestinásobný vítěz automobilových závodů Rallye Dakar v kategorii kamionů. V květnu 2011 byl jmenován vládním zmocněncem pro oblast bezpečnosti silničního provozu. Dne 28. října 2017 převzal z rukou českého prezidenta Miloše Zemana české státní vyznamenání, medaili Za zásluhy.

## Život
Karel Loprais nastoupil do automobilky Tatra v roce 1967, nejdříve jako dělník, automechanik, později jako zkušební řidič. Díky účasti na testování T-815 na stavbě v severní Africe byl spolu s Radomírem Stachurou v širším výběru posádek již pro první účast v závodě Rallye Dakar roku 1986. Během své závodní kariéry dosáhl vítězství v kategorii kamion ve 20 dakarských etapách, což je aktuálně 5. místo za Vladimirem Čaginem (57 za volantem + 6 jako palubní mechanik), Firdausem Kabirovem (42), Gerardem de Rooyem (34) a Andrejem Karginovem (21), které ohrožují dosud aktivní jezdci – vyrovnal Eduard Nikolajev (20 za volantem + 13 palubní mechanik, po 2021), Hans Stacey (19).
Jakožto ve své době nejúspěšnějšímu účastníkovi Rallye Dakar v kategorii kamionů mu od roku 1994, kdy dosáhl svého 2. vítězství a zároveň 6. místa ve společné kategorii hodnocení auto-kamion, což nebylo překonáno dodnes (ani dvoumotorovými monstry), bylo přezdíváno Monsieur Dakar (tj. Pan Dakar). Díky svým úspěchům je několikanásobným držitelem „Zlatého volantu“ – čtenářské a novinářské ankety a spolu s motocyklovou legendou Františkem Šťastným se v anketě Autoklubu ČR stal v únoru 2000 českým motoristickým sportovcem století.

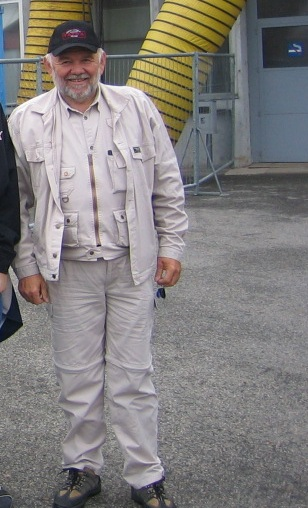
Karel Loprais

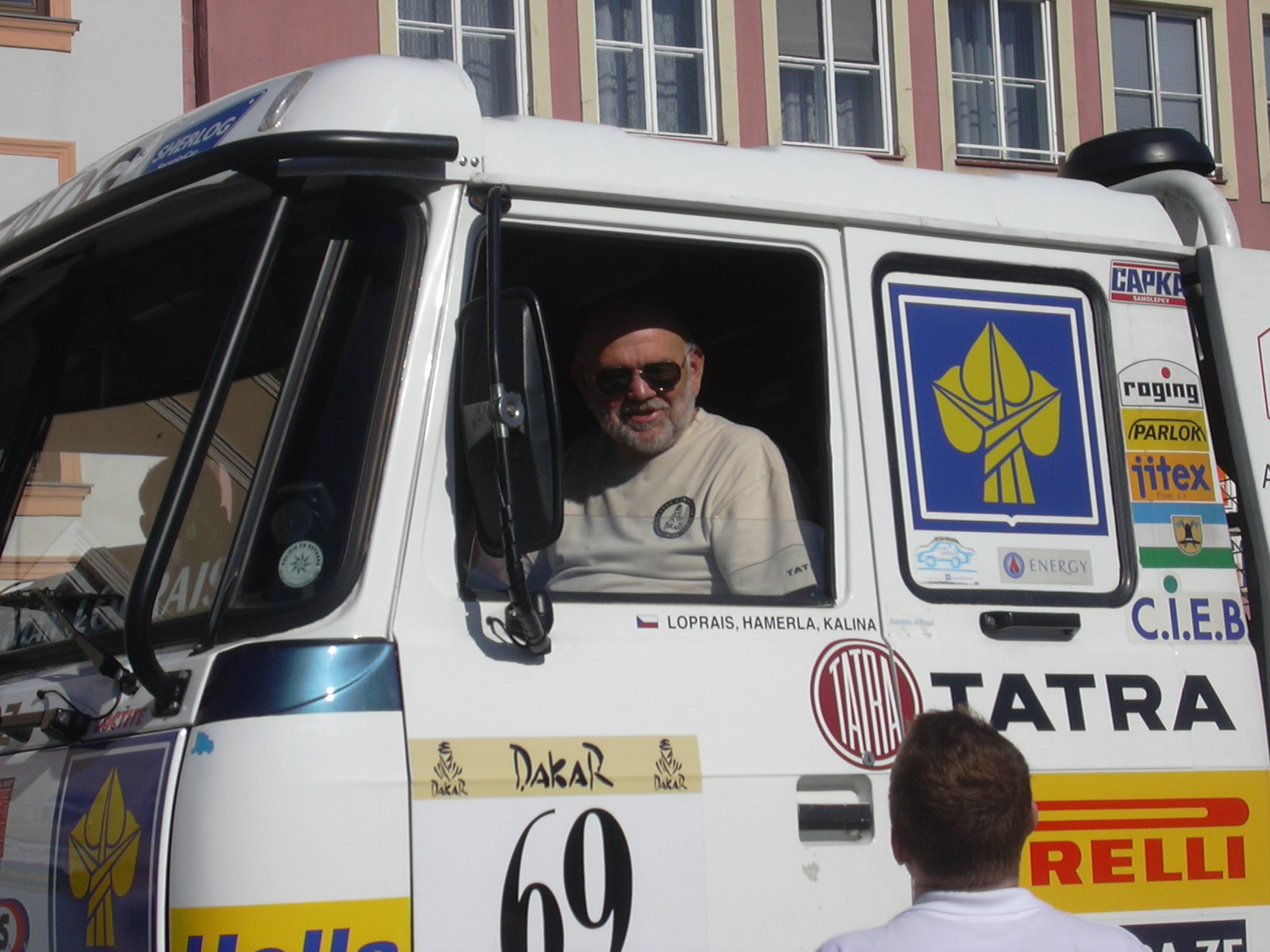
Karel Loprais a „Puma“

Jeho žákem a následovníkem v soutěžích kamionů je jeho synovec Aleš Loprais, který se s ním sešel v jedné posádce jako navigátor při závodě roku 2006.

## Závodní vozy
Karel Loprais všech svých závodních úspěchů dosáhl s vozem Tatra 815 poháněným přeplňovaným vzduchem chlazeným motorem Tatra T5-928 V8 v.č. 7 (1987–1988), resp. T3-930 V12, či kapalinou chlazeným Deutz BF8M 1015CP V8 (1998–2006), s hlavní i sestupnou převodovkou Tatra a klasickým „tatrováckým“ podvozkem.
Vítězný vůz ročníku 1988 (upravený „stříbrný“ z roku 1987) je vystaven v kopřivnickém muzeu nákladních automobilů Tatra; 2× vítězný „hasičský“ 4dveřový speciál byl uloupen při přepadení bandity během rally roku 1998 (posádce B. Sklenovský / T. Tomeček / P. Hamerla). 3× vítězná „Puma“, od roku 2000 majetek Loprais teamu, sídlil ve Frenštátě pod Radhoštěm, od roku 2021 je k vidění v Národní technickém muzeu v Praze.

## Rally Dakar – výsledky
S automobilem Tatra 815 Karel Loprais zvítězil v Rallye Dakar v letech 1988 (start. č. 607, T 815 4×4 od roku 1987), 1994 (č. 401), 1995 (č. 411, „hasičská“ 4×4 od roku 1994), 1998, 1999 (č. 407) a 2001 (č. 425, „Puma“ 4×4 od roku 1998). Kromě toho získal ve stejné kategorii ještě 4 stříbrné (1987 č. 617, 1996 č. 400, 2000 č. 407, 2002 č. 408), 1 bronzovou (1992 č. 502), 2 „bramborové“ medaile (1990 č. 502, 1991 č. 503, kdy ještě v polovině poslední etapy byl s velkým náskokem na 1.pozici, ale vítězství zhatil propálený píst, dojezd krátce po limitu a z toho plynoucí časová penalizace) a jedno 7. místo (2004 č. 415).
Celkem se zúčastnil 19 ročníků mezi lety 1986–2006, pouze 5× nebyl klasifikován v cíli: při svém prvním startu roku 1986 (6×6 č. 634) byl diskvalifikován z 2. pozice pro pozdní příjezd na start poslední etapy – trať byla zablokována v bahně zapadlými vozy, které pomohl vyprostit, aby mohl projet, a do cíle dojel mimo klasifikaci. V letech 1997 (č. 403) a 2005 (č. 519) ho vyřadily technické problémy motoru (náhon ventilátoru), resp. hnacího hřídele přední polonápravy vozu; roku 2003 (č.408) účinkování ukončila dramatická havárie při dopadu po rychlém přejezdu terénní nerovnosti. Při poslední účasti v roce 2006 (č. 509) odstoupil ze zdravotních důvodů kvůli problémům způsobeným havárií v dřívějším ročníku. Pro rok 1989 nebyla kategorie kamiónů na Dakaru po smrtelné nehodě navigátora posádky DAF vypsána a do ročníku 1993, po účasti na krátce předcházejícím závodě Paříž–Moskva–Peking (2., č. 310), Tatra nasadila jediný vůz 6×6 repasovaný po zmíněném závodě ve Francii, do jehož posádky nebyl nasazen. V ročníku 1995 obdobného závodu Master Rallye Paříž–Moskva–Ulánbátar–Peking skončil 4. s „hasičskou“ 4×4 (č. 301). S vozem stejného typu se účastnil také 2× závodu UAE Desert Challenge: 1999 (3., č. 245) a 2000 (po penalizaci 2., č. 251).
Partnery v kabině vozu mu byli elektromechanik Radomír Stachura (2. řidič-mechanik 1986–1999), konstruktér-projektant Ing. Jaroslav Krpec (navigátor 1986, 1987), konstruktér motorů / vedoucí zkušebny benzínových motorů Ing. Tomáš Mück (navigátor 1988, 1990), původně referent Motokovu Ing. Josef Kalina (navigátor 1991, 1992, 1994, 1999, 2000–2005), toho času vedoucí soutěžního oddělení Tatra Ing. Tomáš Tomeček (navigátor 1995, 1996), zkušební řidič Bedřich Sklenovský (2. řidič-mechanik při Master Rallye 1995), pracovník obchodního oddělení Ing. Vlastimil Kučera (navigátor 1997), podnikatel Jan Čermák (navigátor 1998), zkušební řidič Petr Gilar (2. řidič-mechanik 2000, 2004–2006), zkušební technik Petr Hamerla (2. řidič-mechanik 2001–2003).
| Rok  | Název                                          | Značka    | Posádka                                         | Výsledek   |
| ---- | ---------------------------------------------- | --------- | ----------------------------------------------- | ---------- |
| 1986 | 8. Rallye Paris – Alger – Dakar                | Tatra 6×6 | Karel Loprais/Jaroslav Krpec/Radomír Stachura   | Nedokončil |
| 1987 | 9. Rallye Paris – Alger – Dakar                | Tatra 4×4 | Karel Loprais/Jaroslav Krpec/Radomír Stachura   | 2.         |
| 1988 | 10. Rallye Paris – Alger – Dakar               | Tatra 4×4 | Karel Loprais/Radomír Stachura/Tomáš Mück       | 1.         |
| 1990 | 12. Rallye Paris – Tripoli – Dakar             | Tatra 4×4 | Karel Loprais/Radomír Stachura/Tomáš Mück       | 4.         |
| 1991 | 13. Rallye Paris – Tripoli – Dakar             | Tatra 4×4 | Karel Loprais/Radomír Stachura/Josef Kalina     | 4.         |
| 1992 | Rallye Paris – Sirte – Le Cap                  | Tatra 4×4 | Karel Loprais/Radomír Stachura/Josef Kalina     | 3.         |
| 1994 | 16. Rallye Paris – Dakar – Paris               | Tatra 4×4 | Karel Loprais/Radomír Stachura/Josef Kalina     | 1.         |
| 1995 | 17. Rallye Granada – Dakar                     | Tatra 4×4 | Karel Loprais/Radomír Stachura/Tomáš Tomeček    | 1.         |
| 1996 | 18. Rallye Granada – Dakar                     | Tatra 4×4 | Karel Loprais/Radomír Stachura/Tomáš Tomeček    | 2.         |
| 1997 | 19. Rallye Dakar – Agadez – Dakar              | Tatra 4×4 | Karel Loprais/Radomír Stachura/Vlastimil Kučera | Nedokončil |
| 1998 | 20. Rallye Paris – Grenade – Dakar             | Tatra 4×4 | Karel Loprais/Radomír Stachura/Jan Čermák       | 1.         |
| 1999 | 21. Rallye Grenade – Dakar                     | Tatra 4×4 | Karel Loprais/Radomír Stachura/Josef Kalina     | 1.         |
| 2000 | 22. Rallye Dakar – Le Caire                    | Tatra 4×4 | Karel Loprais/Radomír Stachura/Petr Gilar       | 2.         |
| 2001 | 23. Rallye Paris – Atar – Dakar                | Tatra 4×4 | Karel Loprais/Petr Hamerla/Josef Kalina         | 1.         |
| 2002 | 24. Rallye Arras – Madrid – Dakar              | Tatra 4×4 | Karel Loprais/Petr Hamerla/Josef Kalina         | 2.         |
| 2003 | 25. Rallye Dakar (Marseille – Sharm El-Sheikh) | Tatra 4×4 | Karel Loprais/Petr Hamerla/Josef Kalina         | Nedokončil |
| 2004 | 26. Rallye Dakar                               | Tatra 4×4 | Karel Loprais/Petr Gilar/Josef Kalina           | 7.         |
| 2005 | 27. Rallye Dakar                               | Tatra 4×4 | Karel Loprais/Petr Gilar/Josef Kalina           | Nedokončil |
| 2006 | 28. Rallye Dakar                               | Tatra 4×4 | Karel Loprais/Petr Gilar/Aleš Loprais           | Nedokončil |

Šestinásobné vítězství značky Tatra v kategorii kamiónů vyrovnal Kamaz roku 2005 – dodnes dosáhl již 19 (2022), 5 měla před nástupem Tater na svém kontě značka Mercedes-Benz & Unimog, 4 v letech 1990–1993 získala značka Perlini, další v pořadí nejúspěšnějších kamionů Iveco má na kontě 3. V osobě řidiče rekord vyrovnal ve stejné kategorii „Tsar of Dakar“ Vladimír Čagin (Kamaz) roku 2010, překonal v roce 2011 (poté ukončil kariéru jezdce) a stal se tak prvním držitelem nejvíce vítězství (7) v jedné kategorii, absolutním rekordmanem „Dakaru“ je pak Stéphane Peterhansel, který zvítězil šestkrát za řídítky motocyklu (naposledy 1998), pak přesedlal za volant automobilu a dosáhl zatím dalších 8 vítězství (2021 překonal Čaginův rekord), přičemž vyhrál 33 etap na motocyklu a 49 za volantem. Z aktivních jezdců byl nejbližším teoretickým adeptem na vyrovnání rekordů Cyril Despres s 5 triumfy za řídítky motocyklu (roku 2005,7,10,12,13) a 36 vyhranými etapami, který ale roku 2015 přesedl do automobilu Peugeot, vyhrál Silk Way Rallye 2016 a na Dakaru 2017 skončil 3. Dalším v pořadí je zmíněný čtyřnásobný vítěz Eduard Nikolajev.
Nejbližším českým dakarským rekordmanem je jezdec quadů Josef Macháček s pěti prvenstvími, které kalí to, že samostatná kategorie quadů byla vypsána a sledována až od roku jeho zatím posledního prvenství – roku 2009 (do té doby podkategorie moto experimentale zahrnující cokoliv nemající 2 kola), ke kterému přidal po opuštění qaudů v roce 2021 vítězství v lehkých prototypech.